# Ptychamalia insolata
Ptychamalia insolata là một loài bướm đêm trong họ Geometridae.